# 踩高蹺

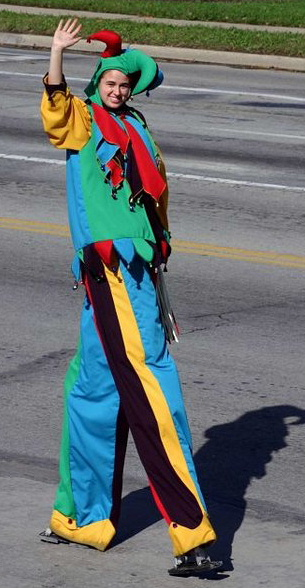
小丑

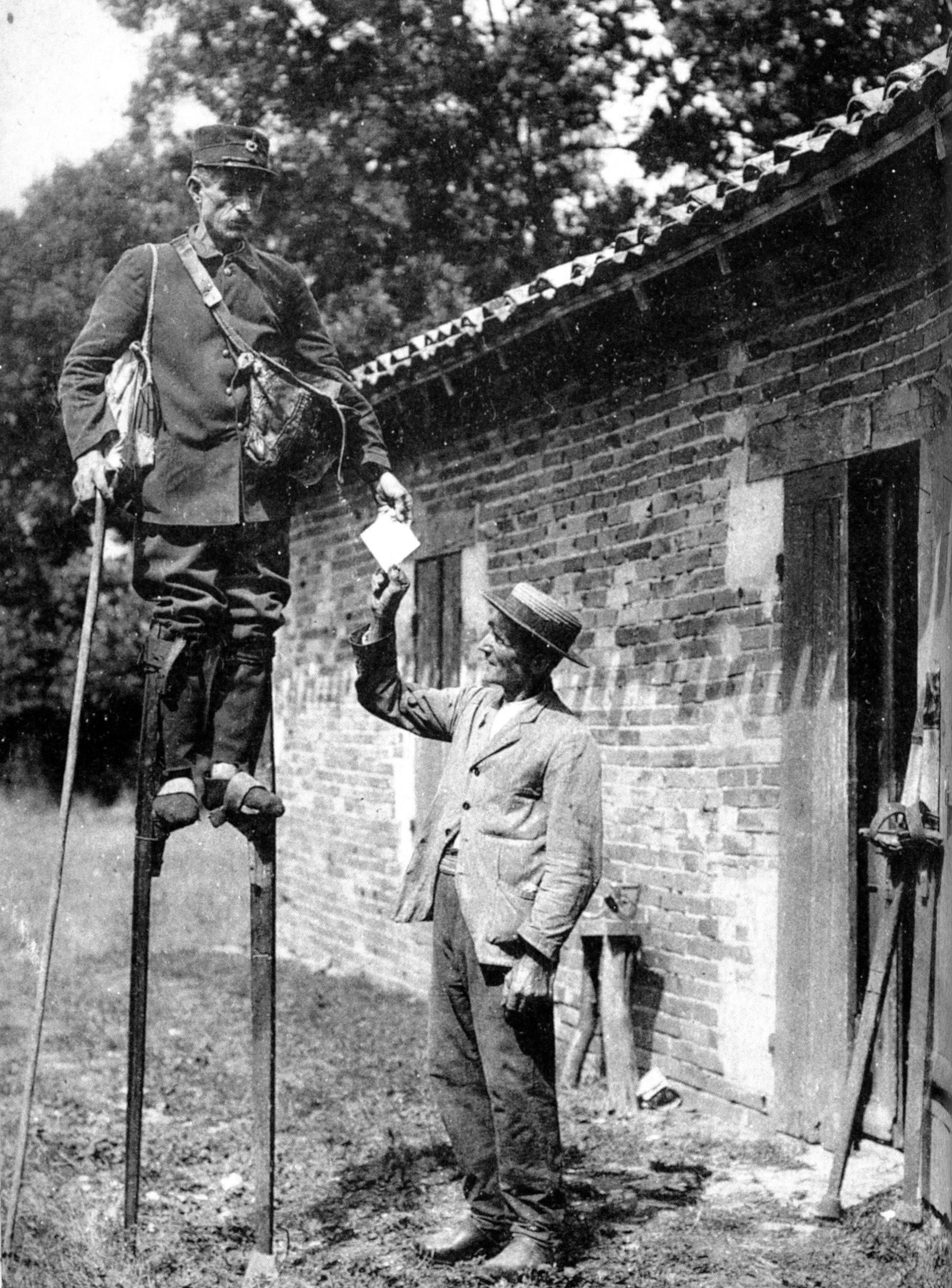
踏高蹺送信的郵差

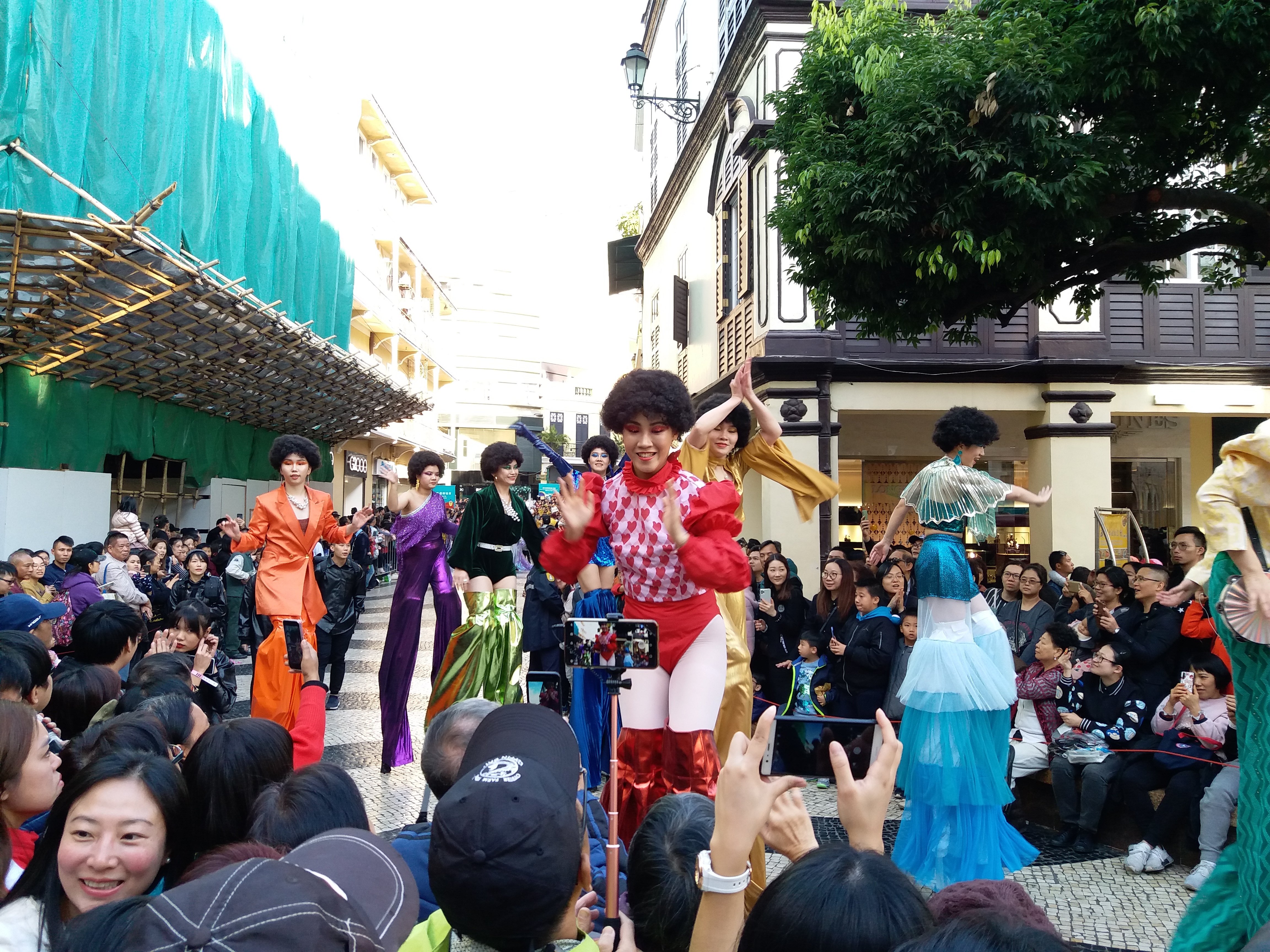
於澳門的高蹺表演者

踩高蹺，又稱踩拐子、縛柴腳、踏高蹺、扎高腳、走高腿、踩蹺等。它可視為遊戲，亦常出現在馬戲團、中國傳統廟會表演，是種民間體育活動。人們踩高蹺，既能提升自己的高度，在表演時更能吸引別人注意，同時能保持活動能力。
中國傳統民間在節慶時常常會有人踩高蹺，配以雜技、戲曲、舞蹈。

## 歷史
中國玩高蹺的歷史悠久。許多典籍都有所記載：
- 《列子·說符》：宋有蘭子者，以技干宋元；宋元召而使見。其技以雙枝，長倍其身，屬其脛，並趨並馳，弄七劍迭而躍之，五劍常在空中。元君大驚，立賜金帛。
- 宋·周密《武林舊事·卷二·舞隊》亦有提及「踏蹺」。
- 清·徐珂《清稗類鈔·戲劇類》：高蹺，雙木續足之戲也。此戲之起頗古，《列子》云宋有蘭子，以技干宋元君，以雙枝長倍其身，屬其脛，並趨並馳者是也。後或謂之長趫，或謂之長蹻，或謂之高撬，或謂之踏蹺，今稱高蹺，蓋以足繫木竿上，跳舞作八仙狀也。
- 清·讓廉《京都風俗志》：秧歌，以数人扮陀头、渔翁、樵夫、渔婆、公子等相，配以腰鼓手锣，足皆登竖木，谓之高脚秧歌。

## 種類
- 兒童玩具：將木塊、鐵罐或椰壳等物體与繩子連接，用手拉直繩子並腳踏物體控制前進
- 中國傳統的踩高蹺：在鞋底加上硬長木枝
- 彈簧高蹺：一種極限運動
- Drywall stilts

有些馬戲團的表演者會故意穿上長褲，掩蓋高蹺，予人腳長的印象。

## 外部連結
- 文化视点：永登高跷踩着舞步走
- 农耕文化与汉族民间舞蹈
- 彈簧高蹺